# Finta János
Finta János (angolul: John Finto) (Magyarország, 1831. november 21. – Wilson megye, Texas, USA, 1905. január 12.) magyar származású polgárháborús katona a déliek oldalán.

## Élete
Feltehetően részt vett az 1848/49-es magyar szabadságharcban, de erre jelenleg nincs forrás. 1854-ben emigrált Amerikába, Texas államban telepedett le. Az amerikai polgárháború kitörésekor San Antonióban (Texas) jelentkezett katonai szolgálatra. Az 5. texasi gyalogezred „D” századába nyert besorozást. Az 1862-es új-mexikói hadjáratban megsebesült, a Santa Fében kórházban gyógyították, amikor az uniós seregek fogságába került, Camp Douglas-be (Illinois) küldték, még 1862 szeptemberében Vicksburgben belekerült egy fogolycserébe, s San Antonióban (Texas) szabadon engedték.
A polgárháború után továbbra is farmján gazdálkodott Texasban, első feleségének, Lurinda Locke Finto (1845 - 1881) halála után 1887-ben újra megnősült, első feleségétől összesen nyolc gyermeke született, 1 gyermek nem érte meg a felnőttkort. Finta János 1905-ben hunyt el, eltemették Wilson megyében (Texas) a Fairview temetőben.